# Mary Meyers
Mary Margret Meyers, później Berger i Rothstein (ur. 10 lutego 1946 w Saint Paul, zm. 21 marca 2024) – amerykańska łyżwiarka szybka. Srebrna medalistka olimpijska z Grenoble. 

## Kariera
Największy sukces w karierze Mary Meyers osiągnęła w 1968 roku, kiedy podczas igrzysk olimpijskich w Grenoble zajęła drugie miejsce w biegu na 500 m. W biegu tym najlepsza była Ludmiła Titowa z ZSRR, a na drugim stopniu podium ex aequo z Meyers stanęły dwie jej rodaczki: Jenny Fish i Dianne Holum. Był to jej jedyny start olimpijski. W tym samym roku wzięła także udział w wielobojowych mistrzostwach świata w Helsinkach, jednak nie awansowała do finału. Zajęła tam ostatecznie 21. miejsce. Na rozgrywanych rok wcześniej mistrzostwach świata w Deventer była trzynasta.